# Pseudosphaeroma platense
Pseudosphaeroma platense là một loài chân đều trong họ Sphaeromatidae. Loài này được Giambiagi miêu tả khoa học năm 1922.